# C/2010 X1 Elenin
La Cometa Elenin, formalmente C/2010 X1 (Elenin), è una cometa non periodica del sistema solare. È stata scoperta dall'astronomo russo Leonid Vladimirovič Elenin il 10 dicembre 2010 grazie all'osservatorio robotico "International Scientific Optical Network" nei pressi di Mayhill, nello Stato del Nuovo Messico, U.S.A. La cometa si è frantumata in prossimità del suo perielio il 10 settembre 2011, ad una distanza di circa 0,48 UA. Il 16 ottobre 2011, gas e altri frammenti della cometa sono transitati a circa 0,23 UA (35.000.000 km) dalla Terra alla velocità relativa di 85.000 Km/h..
A causa della sua eccentricità orbitale, diverse epoche astronomiche potevano generare soluzioni di "best-fit" del problema dell'orbita di due corpi molto diversi (diseguali in massa) per un'orbita orbita eliocentrica non perturbata, fornendo diverse soluzioni per la distanza all'afelio (massima distanza dal sole) di questo oggetto. Per oggetti ad elevata eccentricità, le coordinate baricentriche del Sole sono più stabili rispetto alle coordinate eliocentriche. Utilizzando le effemeridi JPL Horizons con un arco orbitale osservato di 83 giorni, gli elementi orbitali baricentrici per l'epoca del 1 gennaio 2020 generano un semiasse maggiore di 472 UA e un periodo di circa 10.200 anni.

## Luminosità della cometa Elenin C/2010X1
Nell'aprile del 2011, la cometa ha raggiunto una magnitudine apparente attorno a 15 (circa la luminosità di Plutone), con una chioma (costituita da una tenue atmosfera di gas e polveri) con una lunghezza stimata di circa 80.000 km di diametro. Il 21 maggio del 2011 la chioma era lunga più di 100.000 km, e nell'agosto del 2011 aveva superato i 200.000 km. Le stime della luminosità visuale della cometa variavano da 13,1 a 13,8 di magnitudine tra il 22 maggio e il 4 giugno, e si avvicinarono a 10 verso la fine di luglio del 2011, ed erano attorno a 8,3 verso il 15 agosto del 2011. Anche alla magnitudine di 8,3 la cometa è circa 5 volte più debole rispetto alla soglia minima che si riesce a osservare ad occhio sotto un cielo completamente scuro (di mare aperto o montagna).

## Calcolo dei transiti ravvicinati: perielio
C/2010 X1 ebbe il massimo avvicinamento al Sole (perielio) il 10 settembre del 2011 alla
distanza di 0,4824 unità astronomiche (72.170.000 km). La distanza minima dalla Terra era calcolata per il 16 ottobre del 2011, a una distanza di 0,2338 UA (34.980.000 km) che era una distanza leggermente minore a quella che ci divide dal pianeta Venere, con una velocità relativa di 86.000 km/h.

## Colpita da una CME solare che disintegrò la cometa
Il 19 agosto del 2011 la cometa Elenin fu colpita da una espulsione di massa coronale (CME). La cometa cominciò a disintegrarsi, come avvenne per la cometa C/1999 S4 LINEAR. A metà del settembre 2011 la cometa diventò più tenue delle magnitudine 10,5, e appariva circa della magnitudine 12 fotografata da STEREO-A. Nell'ottobre del 2011 i resti della cometa Elenin avevano una magnitudine 14 ed erano in via di diradamento. Dopo la metà di ottobre 2011 non si avevano più notizie di avvistamento della Cometa Elenin, anche con potenti telescopi come il telescopio Faulkes Nord da 2,5 metri, per questo si sospetta che la magnitudine limite dei suoi resti sia inferiore a 20,5. La nube di polvere residuo di Elenin cominciò ad essere visibile ai telescopi a terra attorno al 21 ottobre del 2011. L'aspetto post-disintegrazione della C/2010 X1 è stato confrontato sotto il punto di vista visivo a quello dei resti della cometa Shoemaker-Levy 9 visti dopo il 23 giugno del 1993.
Tra il 1º e il 12 agosto del 2011, la NASA girò la sonda STEREO-B per osservare la diffrazione della luce ("forward scattering") mentre la sonda, la cometa e il Sole si allineavano. Dopo il 14 agosto 2011, la cometa Elenin era visibile da STEREO-B senza rotazioni della sonda. Dopo la disintegrazione della cometa, a fine settembre 2011, la sonda spaziale SOHO non è riuscita a rilevare la dispersione della luce da parte della chioma cometaria. Dal momento che l'orbita della cometa Elenin era quasi coincidente al piano dell'eclittica con una inclinazione di soli 1.84°, la cometa entrò nel campo geometrico della visuale del "forward-scattering" per STEREO-B, SOHO, e la Terra. Se la cometa non si fosse disintegrata, avrebbe permesso lo studio della diffrazione della luce solare da parte della polvere ("dust scattering") da due posizioni simultaneamente.